# Iso Rivolta 300
Der Iso Rivolta 300 ist ein 1962 entwickeltes luxuriöses Coupé der Iso Automotoveicoli S.p.A. in Bresso, einer Vorstadt von Mailand. Absicht des Unternehmers Renzo Rivolta war es, zusammen mit dem früheren Ferrari-Ingenieur Giotto Bizzarrini einen Gran-Turismo-Wagen im ursprünglichen Sinn des Wortes („große Reise“) zu schaffen. Für den Rennsport war der Iso Rivolta 300 jedoch nicht als „GT“ (Gran Turismo), sondern als Tourenwagen homologiert.
Zwischen 1962 und 1970 wurden 792 Bertone-Coupés gebaut, wobei die Bezeichnung zwischen GT Coupé, IR 300/340 oder nur Iso-Rivolta variierte. 1968 kostete ein Iso Rivolta GT Coupé 41.855 DM bzw. 44.900 SFr. Dies entspricht kaufkraftbereinigt in heutiger Währung ca. 95.000 Euro bzw. ca. 147.000 SFr. 

## Konstruktion des Iso Rivolta 300/340

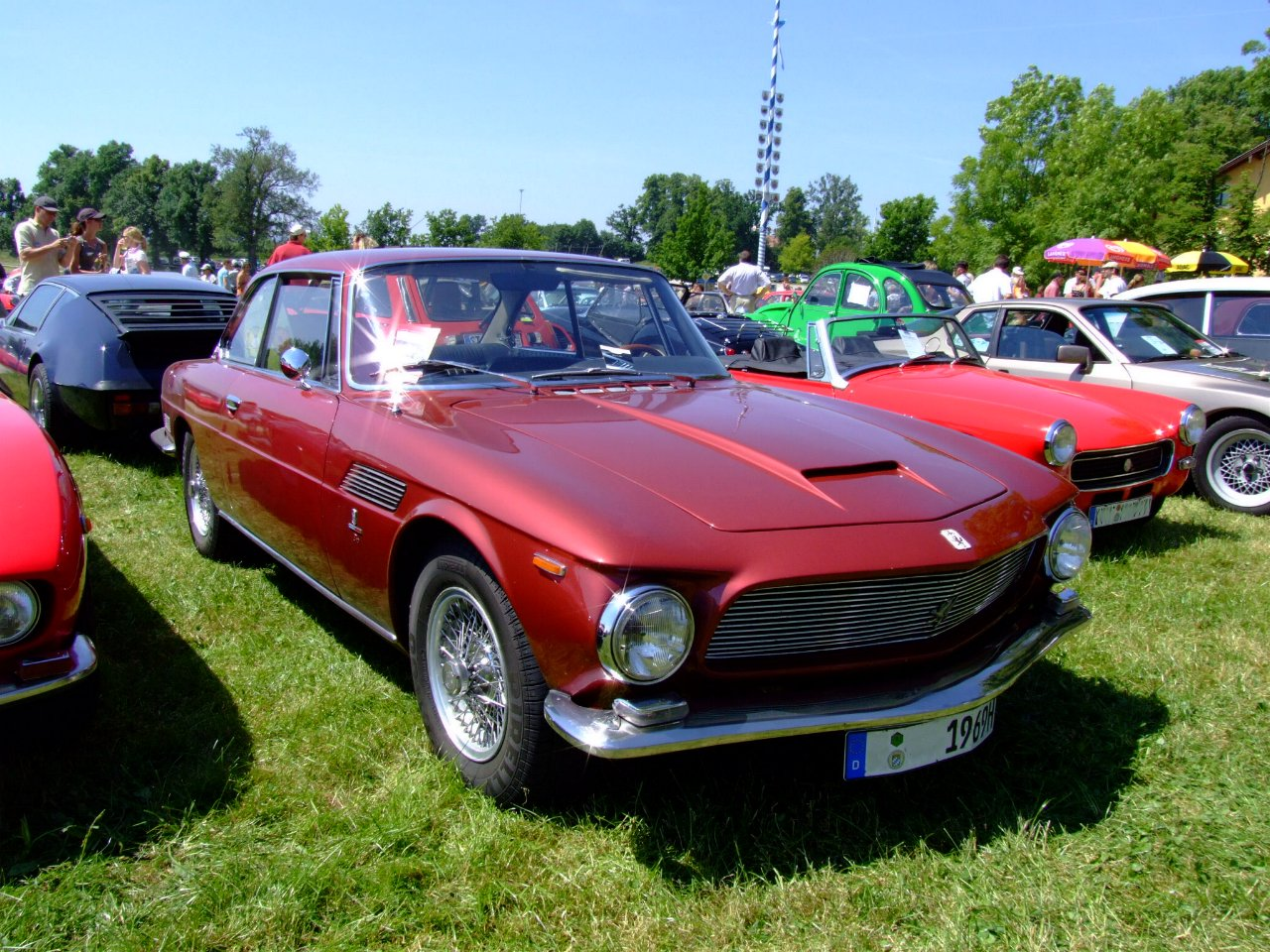
Iso Rivolta 300

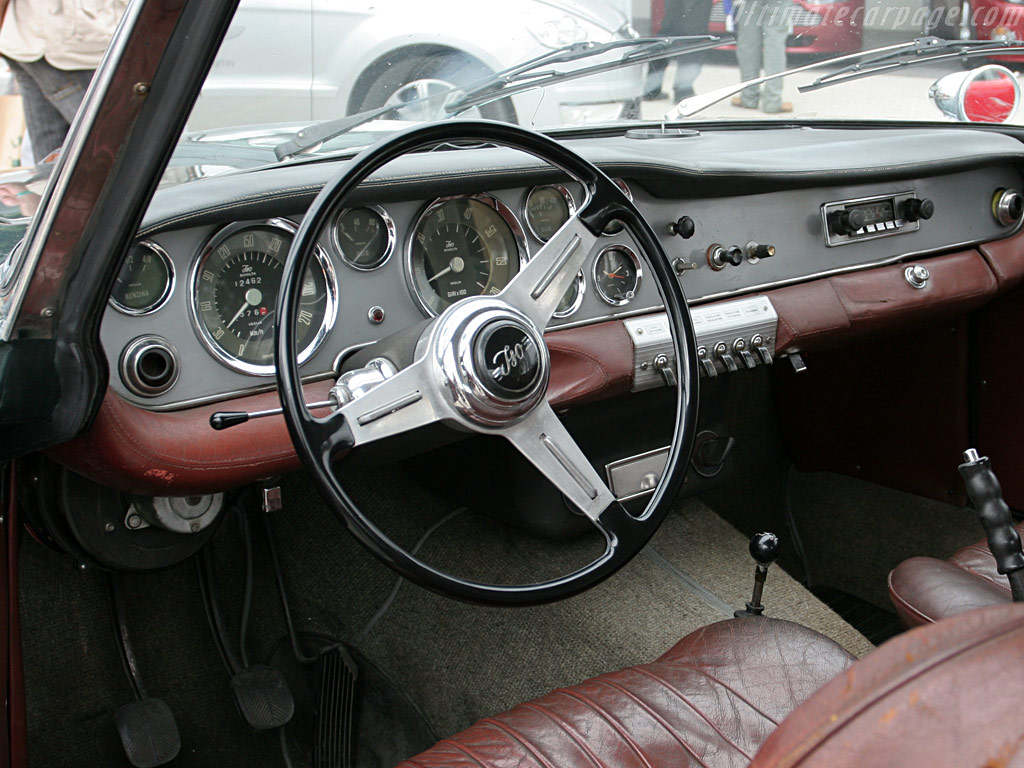
Armaturenbrett Iso Rivolta 300

Nach dem Willen seiner Konstrukteure sollte sich der Wagen durch einen starken Motor, ein hochwertiges Fahrwerk und eine elegante Karosserie auszeichnen.

### Motor und Getriebe
Motor und Getriebe des Iso Rivolta 300 sind keine Eigenkonstruktionen, sondern Großserienaggregate von General Motors bzw. BorgWarner. Der V8-Zylinder mit 5,4 Liter Hubraum entspricht dem der Chevrolet Corvette. Das Vierganggetriebe ist vollsynchronisiert und wird mit einem Mittelschalthebel geschaltet.

### Fahrwerk
Die Vorderräder des Iso Rivolta 300 sind an doppelten, unterschiedlich langen Dreieckslenkern mit Querstabilisator aufgehängt. Hinten hat der Wagen eine De-Dion-Achse mit Wattgestänge (für exakte Seitenführung der Achse) und doppelten Längslenkern. Vordere und hintere Radaufhängungen haben Schraubenfedern und hydraulische Teleskopstoßdämpfer. Die Lenkung (Kugelumlauflenkung) ist mit fünf Lenkradumdrehungen von Anschlag zu Anschlag (Wendekreisdurchmesser ca. 12,5 m) ungewöhnlich indirekt. Mit einem Nachlauf von 7° 30′ ist andererseits der Geradeauslauf des Iso Rivolta 300 sogar bei Geschwindigkeiten über 200 km/h sehr gut.

### Karosserie
Die schlichte Karosserie entstand bei Bertone, ein Coupé mit einem Radstand von 270 cm, das vier bis fünf Personen ausreichend Platz bietet. Der luxuriöse Innenraum ist gegen Aufpreis mit Rindsleder ausgestattet. Die Anordnung von Lenkrad, Schalthebel, Schaltern und Pedalen gilt als vorbildlich, wobei der Abstand von Brems- zu Gaspedal so gewählt wurde, dass leicht mit „Zwischengas“ zurückgeschaltet werden kann.

## Technische Daten (1964)
| Iso Rivolta                  | 300 | 340 |
| ---------------------------- | --- | --- |
| Motor:                       | Achtzylinder-Viertakt-V-Motor (90°)                                                                                                   | Achtzylinder-Viertakt-V-Motor (90°)                                                                                                   |
| Hubraum:                     | 5350 cm³ | 5350 cm³ |
| Bohrung × Hub:               | 101,6 × 82,55 mm | 101,6 × 82,55 mm |
| Leistung bei 1/min:          | 220 kW (300 SAE-PS) bei 5000 | 250 kW (340 SAE-PS) bei 6000 |
| Max. Drehmoment bei 1/min:   | 488 Nm (SAE) bei 3200 | 465 Nm (SAE) bei 4000 |
| Verdichtung:                 | 10,5 : 1 | 11,25 : 1 |
| Ventilsteuerung:             | zentrale Nockenwelle | zentrale Nockenwelle |
| Kühlung:                     | Wasserkühlung mit Pumpe und Thermostat, Kühlerinhalt 18 Liter                                                                         | Wasserkühlung mit Pumpe und Thermostat, Kühlerinhalt 18 Liter                                                                         |
| Getriebe:                    | Vierganggetriebe mit Mittelschaltung, Hinterradantrieb, Sperrdifferenzial                                                             | Vierganggetriebe mit Mittelschaltung, Hinterradantrieb, Sperrdifferenzial                                                             |
| Bremsen:                     | Hydraulische Servo-Fußbremse, Scheibenbremsen vorn und hinten (hinten am Differenzial), Handbremse mechanisch auf Hinterräder wirkend | Hydraulische Servo-Fußbremse, Scheibenbremsen vorn und hinten (hinten am Differenzial), Handbremse mechanisch auf Hinterräder wirkend |
| Radaufhängung vorn:          | Doppelquerlenker mit Stabilisator, Schraubenfedern                                                                                    | Doppelquerlenker mit Stabilisator, Schraubenfedern                                                                                    |
| Radaufhängung hinten:        | De-Dion-Achse mit Wattgestänge und Doppellängslenkern, Schraubenfedern                                                                | De-Dion-Achse mit Wattgestänge und Doppellängslenkern, Schraubenfedern                                                                |
| Karosserie:                  | Mittragende Ganzstahlkarosserie auf geschweißtem Stahlblechrahmen, zweitürig                                                          | Mittragende Ganzstahlkarosserie auf geschweißtem Stahlblechrahmen, zweitürig                                                          |
| Spurweite vorn/hinten:       | 1410/1410 mm | 1410/1410 mm |
| Radstand:                    | 2700 mm | 2700 mm |
| Reifen:                      | 185 HS 15 | 185 HS 15 |
| Maße L × B × H:              | 4800 × 1750 × 1420 mm | 4800 × 1750 × 1420 mm |
| Leergewicht (ohne Fahrer):   | 1520 kg | 1520 kg |
| Zulässiges Gesamtgewicht:    | 1900 kg | 1900 kg |
| Beschleunigung 0 – 100 km/h: | 8,4 s | 7,9 s |
| Höchstgeschwindigkeit:       | 218 km/h | 228 km/h |
| Grundpreis:                  | 35.500 DM | 36.250 DM |

Hinweis: Die technischen Daten und Preisangaben differieren je nach Quelle.

## Das Auto im Film
Heinz Rühmann fährt als Dr. med. Hiob Prätorius in der Titelrolle des gleichnamigen deutschen Spielfilms von Kurt Hoffmann aus dem Jahr 1965 einen Iso Rivolta 300.